# جامعه آرایه
جامعه آرایه‌ای (به لاتین: Taxocene)، مجموعه‌ای از گونه‌های مرتبط با آرایه‌شناسی در یک جامعه است. نمونه‌ای از «جامعه آرایه‌ای» می‌تواند «ماهی‌ها در یک حوضچه» باشد، زیرا ماهی‌ها با یکدیگر مرتبط هستند (یعنی ماهی‌ها، از نظر تبار فرگشتی، بیشتر از هر نوع جانداران دیگر حوضچه، به همدیگر مرتبط هستند) و نقش‌های مشابهی را در جامعه حوضچه ایفا کنند. همچنین، می‌توان آن را به عنوان گروهی از گونه‌ها تعریف کرد که به آرایه فوق‌گونه‌ای خاص وابستگی دارند و با هم در یک انجمن وجود دارند.